# Ernst Franz Salvator von Violand
Ernst Franz Salvator von Violand (20. února 1818 Wolkersdorf im Weinviertel – 5. prosince 1875 Peoria), byl rakouský politik německé národnosti, během revolučního roku 1848 poslanec Říšského sněmu a představitel radikálního demokratického proudu, později v exilu v USA.

## Biografie
V roce 1844 získal titul doktora práv na Vídeňské univerzitě. V období let 1842–1848 pracoval jako úředník při dolnorakouském zemském soudu.
Během revolučního roku 1848 se zapojil do politického dění. Přispíval do listu Deutsche Radikale, patřil mezi zakládající členy Demokratického spolku. Historik Otto Urban ho označuje za významného představitele vídeňské demokratické levice. Ve volbách roku 1848 byl zvolen na rakouský ústavodárný Říšský sněm. Zastupoval volební obvod Korneuburg v Dolních Rakousích. Uvádí se jako auskultant zemského soudu. Patřil ke sněmovní levici. V létě roku 1848 se stal členem tříčlenného sněmovního podvýboru pro přípravu té části rodící se rakouské ústavy, která měla pojednávat o občanských právech. Když koncem roku 1848 výboru předložil své návrhy, projevovalo se sblížení liberální levice a české politické reprezentace a rozdíly mezi Violandem a Františkem Ladislavem Riegrem nebyly výrazné. Šlo o důsledek rostoucího konzervativního tlaku vlády, který spojil dosud znesvářené parlamentní proudy.
Po potlačení revoluce byl v roce 1849 obviněn z velezrady. Uprchl do Hamburku a pak do Kielu. V roce 1851 odešel do USA. Zde zemřel roku 1875 ve městě Peoria ve státě Illinois.